# Maardu
Maardu è una città dell'Estonia settentrionale, nella contea di Harjumaa. Appartiene all'area urbana della capitale estone, Tallinn, dalla quale dista 15 km. Conta una popolazione di 16 490 abitanti (2005), di cui la maggioranza sono russofoni. Gli estoni sono al 20% della popolazione: una delle percentuali più basse nel nord-est dell'Estonia.

## Storia

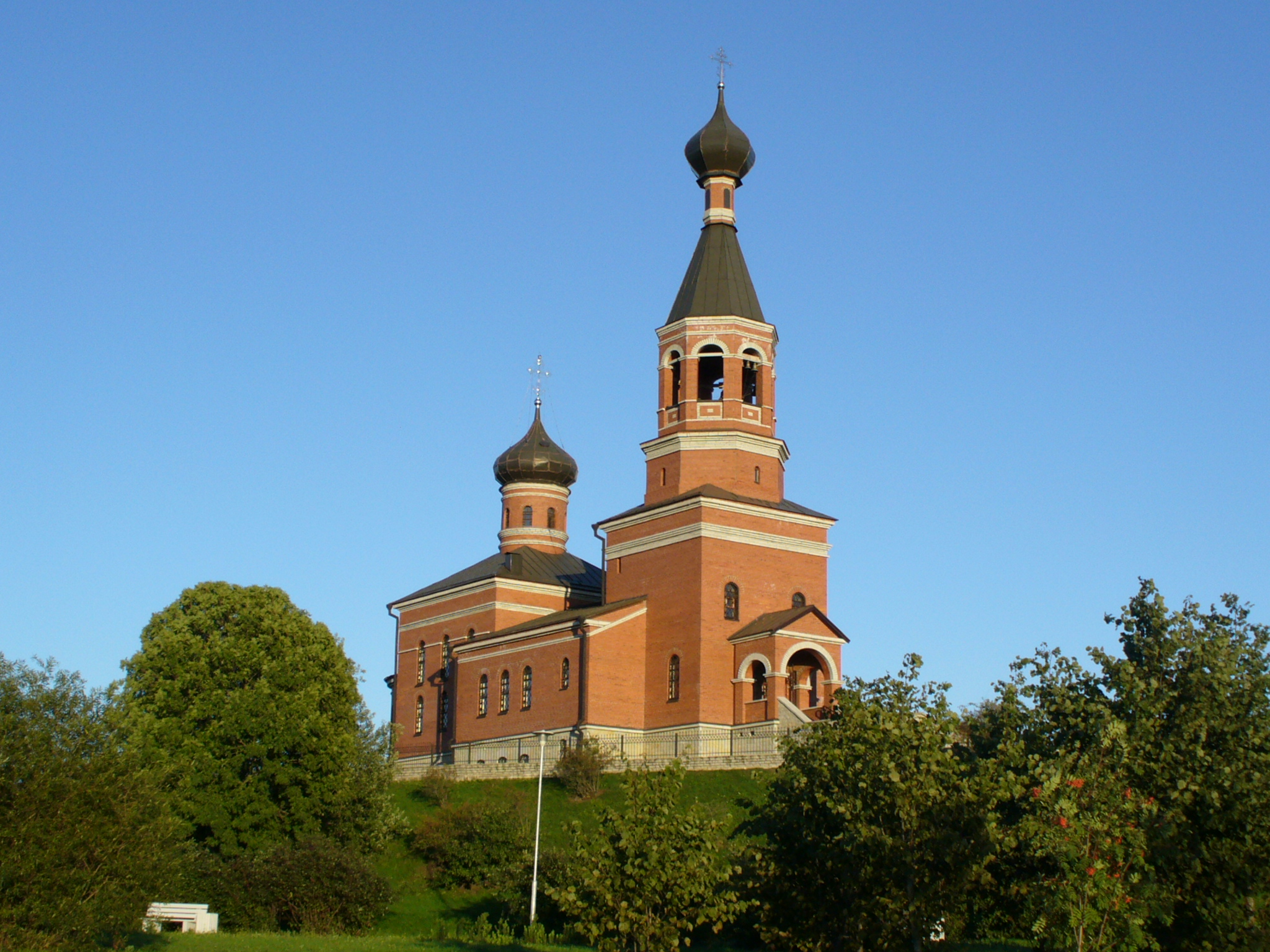
Chiesa ortodossa di Maardu

A Maardu, municipalità dal 1991, ha vissuto uno sviluppo strettamente connesso alla costruzione di una fabbrica chimica nel 1949, quale deposito di minerali di fosforo. I decenni successivi videro lo sviluppo della cittadina, includendo la costruzione del terminale energetico di Iru e del porto di Muuga all'inizio degli anni ottanta.
Oggi Maardu è la settima città estone maggiormente popolata.
La città può essere divisa nelle seguenti aree: la zona industriale posizionata nell'ex villaggio di Kroodi, il porto di Muuga, la parte inabitata della città che include Kallavere, l'area delle case estive in Muuga ed un pittoresco parco attorno al lago di Maardu.